# Theodor Steimle
Theodor Steimle (* ca. 1902; † nach 1943) war ein deutscher Verwaltungs- und Wirtschaftswissenschaftler.

## Leben

### Familie und Ausbildung
Theodor Steimle promovierte zweimal: 1929 in Frankfurt a. M. im Bereich Wirtschafts- und Sozialwissenschaften, 1942 in München im Bereich Rechtswissenschaft. Nach 1943 verliert sich seine Spur.

### Beruflicher Werdegang
Theodor Steimles Spezialgebiet war die Verwaltungswissenschaft. Von 1934 bis 1937 war er Bürgermeister der württembergischen Gemeinde Birkenfeld und Mitglied der NSDAP.

## Publikationen von Theodor Steimle
- Die wirtschaftliche und soziale Entwicklung der württ. Brüdergemeinden Korntal und Wilhelmsdorf‘‘. Frankfurt, Wirtsch.- u. sozialwiss. Diss. v. 5. Aug. 1929 [1930]. Korntal: Buchdr., 1929.
- Leitfaden der Kommunalwissenschaft und Kommunalpraxis. Berlin : Hobbing, 1936.
- Verwaltungswissenschaft als Aufgabe‘‘. München 1942. [Maschinenschr.].- München, Jur. F., Diss. v. 12. Aug. 1942.
- [Besprechung von:] Mühlenbach, Karl: Die Entwicklung des organischen Staatsgedankes in der deutschen Finanzwissenschaft. Würzburg-1940‘‘. In: Zeitschrift für Nationalökonomie. Bd. 10 (1943), S. 516–518.

| Personendaten    | Personendaten                                         |
| ---------------- | ----------------------------------------------------- |
| NAME             | Steimle, Theodor                                      |
| KURZBESCHREIBUNG | deutscher Verwaltungs- und Wirtschaftswissenschaftler |
| GEBURTSDATUM     | 1902                                                  |
| STERBEDATUM      | 1943                                                  |